# قرار مجلس الأمن التابع للأمم المتحدة رقم 1217
قرار مجلس الأمن التابع للأمم المتحدة رقم 1217، المتخذ بالإجماع في 22 كانون الأول / ديسمبر 1998، بعد إعادة تأكيد جميع القرارات السابقة بشأن الحالة في قبرص، مدد المجلس ولاية قوة الأمم المتحدة لحفظ السلام في قبرص لمدة ستة أشهر أخرى حتى 30 حزيران / يونيو 1999.
ووافقت حكومة قبرص مرة أخرى على استمرار وجود قوة الأمم المتحدة لحفظ السلام في الجزيرة. وظل الوضع على طول خط وقف إطلاق النار هادئا بصرف النظر عن الانتهاكات الطفيفة، على الرغم من وجود قيود على حرية حركة قوة الأمم المتحدة لحفظ السلام في قبرص.
ومُددت ولاية قوة الأمم المتحدة لحفظ السلام في قبرص حتى 30 حزيران / يونيو 1999 وتم تذكير السلطات في قبرص وشمال قبرص بضمان سلامة أفراد القوة وإنهاء العنف ضدها. تم حث السلطات العسكرية في كلا الجانبين على الامتناع عن الأعمال التي يمكن أن تؤدي إلى تفاقم التوترات. كما كان هناك قلق بشأن تعزيز الأسلحة العسكرية في جنوب قبرص وعدم إحراز تقدم في خفض عدد القوات الأجنبية. وفي هذا الصدد، حث المجلس جمهورية قبرص على تقليص الإنفاق الدفاعي وسحب القوات الأجنبية، بهدف شامل لنزع السلاح من الجزيرة بأكملها.
ورحب مجلس الأمن باعتزام القوة تنفيذ ولايتها الإنسانية. كما تم الترحيب بإنشاء فرع للشؤون المدنية واستئناف عمل اللجنة المعنية بالمفقودين.
وأخيراً، طُلب من الأمين العام كوفي عنان تقديم تقرير إلى المجلس بحلول 10 حزيران / يونيو 1999 بشأن تنفيذ القرار الحالي. القرار 1218 الذي تم تبنيه في نفس اليوم ناقش عملية السلام في الجزيرة.

## روابط خارجية
- نص القرار في undocs.org